# Fryderyk Antes
Fryderyk Antes (ur. 16 grudnia 1902 w Żernikach, zm. 27 stycznia 1991 w Rybniku) – polski prawnik i samorządowiec, burmistrz Tarnowskich Gór w latach 1934–1939, starosta rybnicki w 1939 roku.

## Życiorys
Fryderyk Antes urodził się 16 grudnia 1902 roku w Żernikach (obecnie dzielnica Gliwic) jako jedno z pięciorga dzieci kolejarza Fryderyka Antesa i Agnieszki z domu Kaleta. Ukończył tam szkołę powszechną, a następnie gimnazjum w Gliwicach. W latach 1924–1928 studiował prawo na Uniwersytecie Jagiellońskim . Po ukończeniu studiów wrócił na Górny Śląsk i podjął pracę w administracji – najpierw w Urzędzie Wojewódzkim Śląskim w Katowicach, a następnie w starostwach powiatowych w Katowicach, Rybniku, Świętochłowicach i Tarnowskich Górach.
W Tarnowskich Górach początkowo pełnił funkcję wicestarosty tarnogórskiego (starostą tarnogórskim był wówczas Józef Korol) . 21 grudnia 1933 roku na posiedzeniu Rady Miejskiej w Tarnowskich Górach (zbojkotowanym przez niemieckich radnych) wybrany został nowym burmistrzem miasta; stanowisko objął 17 maja 1934 roku, po upływie kadencji swojego poprzednika, Leopolda Michatza . Antes był pierwszym polskim burmistrzem Tarnowskich Gór , piastując to stanowisko do 15 lutego 1939 roku.
Podczas swojej kadencji Antes przyczynił się do rozbudowy obiektów komunalnych, stworzenia rynku pracy dla bezrobotnych i umacniania polskości , m.in. polonizując niemiecki Magistrat Tarnowskich Gór. Z jego inicjatywy podjęto niezrealizowaną uchwałę o otwarciu muzeum miejskiego, które miało powstać w Domu Cochlera przy tarnogórskim Rynku; sam Antes wystosował apel do mieszkańców o zbieranie zabytkowych przedmiotów, które miały się w przyszłości znaleźć w zbiorach tej instytucji.
Po ukończeniu kadencji został starostą powiatowym w Rybniku, funkcję tę pełnił aż do wybuchu II wojny światowej. Poszukiwany przez Niemców, uniknął zatrzymania dzięki przedostaniu się na Zachód, gdzie walczył we Francji i w Wielkiej Brytanii . Do Polski wrócił w listopadzie 1946 roku. 2 lutego 1950 roku został zatrzymany i oskarżony o szpiegostwo i zdradę państwa . W kwietniu roku następnego, wyrokiem Wojskowego Sądu Rejonowego w Katowicach, został skazany na karę 10 lat pozbawienia wolności. Był więziony w Katowicach, Raciborzu, Cieszynie, Iławie, Bartoszycach i Rawiczu. Odzyskał wolność na mocy amnestii z 1956 . Do 75. roku życia pracował jako radca prawny . Zmarł 27 stycznia 1991 roku w Rybniku, w wieku 88 lat.

## Życie prywatne
Był mężem Małgorzaty, którą poślubił w 1932 roku. Miał dwie córki – Janinę i Bożenę.